# 彰化縣政府青年發展處
彰化縣政府青年發展處是中华民国彰化縣政府专责青年事务的一级局處。彰化縣政府的青年事務業務，原本分散於9個局處，主管機關於2021年提出成立新局處整合，經過議會同意，2021年12月20日三讀通過，青少年發展籌備處正式成立，於2022年3月29日正式運作。青發處共有三個科別，分別是綜合規劃科、職涯發展科和資源整合科，主推三安計畫、青創補助和青年移居計畫等等政策推動。

## 外部連結
- 彰化縣政府青年發展處官方網站 （页面存档备份，存于）